# كث الشعيرات
كَثَّ الشُعَيْرَات (الاسم العلمي: Ulotrichaceae)، فصيلة من الطحالب الخضراء من رتبة كثيات الشعيرة.